# Obština Teteven
Obština Teteven (bulharsky Община Тетевен) je bulharská jednotka územní samosprávy v Lovečské oblasti. Leží ve středním Bulharsku na severních svazích Staré planiny. Sídlem obštiny je město Teteven, kromě něj zahrnuje obština 12 vesnic. Žije zde necelých 20 tisíc stálých obyvatel.

## Sídla
- Babinci[p 1]
- Bălgarski Izvor[p 1]
- Černi Vit[p 1]
- Divčovoto[p 1]
- Galata[p 1]
- Glogovo[p 1]
- Gložene[p 1]
- Goljam Izvor[p 1]
- Gradežnica[p 1]
- Malka Željazna
- Ribarica[p 1]
- Teteven[p 2] (sídlo správy)
- Vasiljovo[p 1]

## Sousední obštiny
| Růžice kompasu | Jablanica       | Lukovit         | Ugărčin | Růžice kompasu |
| Růžice kompasu | Pravec Etropole | Sever           | Trojan  | Růžice kompasu |
| Růžice kompasu | Pravec Etropole | Obština Teteven | Trojan  | Růžice kompasu |
| Růžice kompasu | Pravec Etropole | Jih             | Trojan  | Růžice kompasu |
| Růžice kompasu | Zlatica Pirdop  | Anton           | Karlovo | Růžice kompasu |

## Obyvatelstvo
V obštině žije 19 713 obyvatel a je zde trvale hlášeno 20 540. Podle sčítání 7. září 2021 bylo národnostní složení následující:
- Bulhaři: 16 580 (97.2 %)
- Romové: 383 (2.2 %)
- Turci: 20 (0.1 %)
- ostatní: 79 (0.5 %)

V období 2011 až 2021 v obštině ubylo 2 547 obyvatel.